# 阿洛戈博图尔
阿洛戈博图尔（卒於926年）是保加利亞第一帝國沙皇西美昂一世（893-926年）統治時期的貴族和軍事指揮官。他可能是保加利亞一個省的公爵。一些學者指出，這個名字不是個人名字，而是保加利亞軍事頭銜alp bagatur（偉大的英雄）或alo bagatur（英雄的指揮官）。
君士坦丁七世認為，有一段時間，阿洛戈博圖爾領導了所有的保加利亞軍隊。926年，阿洛戈博圖爾指揮了一場針對塞爾維亞人的戰役，塞爾維亞人與拜占庭人陰謀反對保加利亞帝國。然後他入侵新成立的克羅埃西亞王國，該王國與拜占庭帝國結盟。塞爾維亞人被輕鬆擊敗並逃往克羅埃西亞，但後來的戰役以一場災難告終：保加利亞軍隊在926年由克羅埃西亞國王托米斯拉夫領導的克羅埃西亞人在波士尼亞高地戰役中被徹底擊敗。阿洛戈博圖爾很可能和他的大部分士兵一起在戰鬥中喪生。